# الصراع العيوني القرمطي
الصِّرَاعُ العُيُونِيُّ القَرْمَطِيُّ هو صراع طويل الأمد دار بين الدولة العيونية، التي حكمت منطقة الأحساء والقطيف في شرق الجزيرة العربية، وبين الحركة القرمطية، التي كانت قوة دينية وسياسية وعسكرية مؤثرة في المنطقة خلال القرنين الثالث والرابع الهجريين (التاسع والعاشر الميلاديين). كان هذا الصراع جزءًا من صراعات أوسع في المنطقة العربية، حيث تنافست القوى المحلية والإقليمية للسيطرة على طرق التجارة والموارد الطبيعية، بالإضافة إلى الصراعات العقائدية والسياسية.

## خلفية تاريخية
نشأت الحركة القرمطية في أواخر القرن الثالث الهجري كحركة شيعية إسماعيلية، وسرعان ما تحولت إلى قوة عسكرية وسياسية هائلة. سيطر القرامطة على مناطق واسعة من شرق الجزيرة العربية، بما في ذلك الأحساء والقطيف، وأسسوا دولة قرمطية مستقلة. كانت دولتهم تتمتع بنظام إداري قوي وجيش منظم، مما جعلهم قوة يصعب تحديها. في المقابل، ظهرت الدولة العيونية في القرن الرابع الهجري كقوة محلية تسعى لإنهاء النفوذ القرمطي وإحلال السلام في المنطقة. كانت العيونيون جزءًا من تحالف قبلي يسعى لاستعادة السيطرة على شرق الجزيرة العربية من القرامطة، الذين كانوا يُعتبرون تهديدًا للاستقرار بسبب غاراتهم المتكررة على المدن والقوافل التجارية.

## أسباب الصراع
1. السيطرة على طرق التجارة: كانت منطقة الأحساء والقطيف مركزًا تجاريًا مهمًا يربط بين الخليج العربي وشبه الجزيرة العربية، مما جعلها هدفًا استراتيجيًا للقوى المحلية.
2. الاختلافات الدينية: اختلفت العقيدة القرمطية عن المذاهب الإسلامية السائدة، مما أدى إلى توترات مع القوى المحلية والإقليمية. كان القرامطة يُعتبرون خارجين عن المألوف بسبب ممارساتهم الدينية والسياسية.
3. الطموحات السياسية: سعت الدولة العيونية إلى توحيد المنطقة تحت حكمها وإنهاء حالة الفوضى التي سببتها الحروب القرمطية.
4. الرغبة في الاستقرار: كانت الغارات القرمطية المتكررة على المدن والقوافل التجارية تسبب اضطرابات اقتصادية واجتماعية، مما دفع العيونيين إلى العمل على إنهاء هذا التهديد.

## المعارك الرئيسية

#### 1. معركة الأحساء الأولى (317 هـ / 929 م)
كانت هذه المعركة أول مواجهة كبرى بين العيونيين والقرامطة. بدأت عندما حاول العيونيون، بقيادة زعيمهم الأول، استعادة السيطرة على الأحساء من القرامطة الذين كانوا يسيطرون على المنطقة منذ سنوات. كانت الأحساء مركزًا استراتيجيًا لتجارة التوابل والتمور، مما جعلها هدفًا مهمًا. قام القرامطة، بقيادة زعيمهم أبو طاهر الجنابي، باستخدام تكتيكات حرب العصابات والهجمات السريعة، مما أربك صفوف العيونيين. انتهت المعركة بانتصار ساحق للقرامطة، الذين تمكنوا من الحفاظ على سيطرتهم على الأحساء وتعزيز نفوذهم في المنطقة.
2. معركة القطيف الأولى (320 هـ / 932 م)
بعد هزيمتهم في الأحساء، حاول العيونيون استعادة السيطرة على القطيف، التي كانت ميناءً تجاريًا مهمًا. قام القرامطة، الذين كانوا يمتلكون أسطولًا بحريًا قويًا، بقطع طرق الإمدادات عن العيونيين. استخدم القرامطة أساليب حرب نفسية، مثل نشر الرعب بين صفوف العيونيين عبر الهجمات الليلية المفاجئة. انتهت المعركة بهزيمة العيونيين، مما أدى إلى تراجعهم مؤقتًا عن محاولات استعادة السيطرة على المنطقة.

#### 3. معركة جواثا (330 هـ / 941 م)
كانت هذه المعركة نقطة تحول في الصراع. قام العيونيون، بقيادة زعيمهم الجديد، بتجميع قوات أكبر من القبائل المحلية المتحالفة معهم. استخدموا استراتيجية التطويق، حيث قاموا بمحاصرة القوات القرمطية في جواثا. تمكن العيونيون من قطع خطوط الإمدادات عن القرامطة، مما أجبرهم على الانسحاب. كان هذا الانتصار أول انتصار كبير للعيونيين، مما أعاد الأمل في إمكانية هزيمة القرامطة.

#### 4. معركة العقير (340 هـ / 951 م)
كانت هذه المعركة حاسمة في الصراع. قام العيونيون، بقيادة زعيمهم عبد الله بن علي العيوني، بمهاجمة العقير، الذي كان معقلًا مهمًا للقرامطة. استخدم العيونيون أسطولًا بحريًا صغيرًا لمهاجمة الميناء من جهة البحر، بينما هاجمت القوات البرية من جهة الشرق. تمكن العيونيون من تدمير القوات القرمطية في العقير، مما أدى إلى تراجع كبير للنفوذ القرمطي في المنطقة. كانت هذه المعركة بداية النهاية للدولة القرمطية.

#### 5. معركة البحرين (345 هـ / 956 م)
بعد انتصارهم في العقير، واصل العيونيون تقدمهم نحو البحرين، حيث كانت القوات القرمطية المتبقية تحاول إعادة تنظيم صفوفها. قام العيونيون بمهاجمة البحرين من جهتين: برية وبحرية. تمكن العيونيون من هزيمة القرامطة بشكل سريع، مما أدى إلى تراجعهم النهائي من البحرين. كانت هذه المعركة خطوة مهمة نحو إنهاء الوجود القرمطي في المنطقة.

#### 6. معركة القطيف الثانية (350 هـ / 961 م)
حاول القرامطة استعادة السيطرة على القطيف، التي كانت ميناءً استراتيجيًا. قام العيونيون، بقيادة عبد الله بن علي العيوني، بمقاومة الهجوم القرمطي باستخدام استراتيجيات دفاعية قوية. تمكن العيونيون من صد الهجوم القرمطي وتكبيدهم خسائر فادحة. كانت هذه المعركة بمثابة ضربة قوية للقرامطة، الذين فقدوا الأمل في استعادة نفوذهم في المنطقة.

#### 7. معركة الأحساء الثانية (355 هـ / 965 م)
كانت هذه المعركة آخر محاولة كبيرة للقرامطة لاستعادة السيطرة على الأحساء. قام العيونيون، بقيادة زعيمهم الجديد، بمهاجمة القوات القرمطية بجيش كبير مدعوم من القبائل المحلية. تمكن العيونيون من تحقيق انتصار ساحق، مما أدى إلى انهيار الدولة القرمطية بشكل نهائي. كانت هذه المعركة نهاية الصراع العيوني القرمطي.

#### 8. معركة هجر (360 هـ / 970 م)
كانت هذه المعركة بمثابة تنظيف لآخر معاقل القرامطة في الأحساء. قام العيونيون بمهاجمة هجر، التي كانت آخر مدينة تحت السيطرة القرمطية. تمكن العيونيون من هزيمة القرامطة بشكل نهائي، مما أدى إلى زوال دولتهم تمامًا.

#### 9. معركة القطيف الثالثة (365 هـ / 975 م)
كانت هذه المعركة آخر معارك الصراع. حاول القرامطة، الذين كانوا يعانون من ضعف شديد، استعادة السيطرة على القطيف، لكنهم فشلوا في مواجهة القوات العيونية القوية. تمكن العيونيون من تحقيق انتصار سريع وحاسم، مما وضع نهاية نهائية للصراع العيوني القرمطي.

## نتائج الصراع
انتهى الصراع بانتصار الدولة العيونية، مما أدى إلى زوال الدولة القرمطية في شرق الجزيرة العربية. ساهم هذا الانتصار في استقرار المنطقة وإعادة توحيدها تحت حكم العيونيين، الذين حكموا المنطقة لعدة قرون لاحقة. كما أدى انتصار العيونيين إلى تعزيز التجارة والاقتصاد في المنطقة، حيث توقفت الغارات القرمطية على القوافل التجارية.

## التأثيرات الثقافية والدينية
كان للصراع تأثيرات كبيرة على الثقافة والدين في المنطقة. أدى زوال الدولة القرمطية إلى تراجع الأفكار الدينية التي كانت تروج لها الحركة القرمطية، مما سمح للمذاهب الإسلامية السائدة بالانتشار بشكل أكبر في شرق الجزيرة العربية. كما ساهم استقرار المنطقة في ازدهار العلوم والفنون، حيث أصبحت الأحساء والقطيف مراكز ثقافية مهمة.